# Giorgio De Capitani
Giorgio Vittorio De Capitani (Santa Maria Hoè, 18 aprile 1938) è un presbitero italiano.

## Biografia
È stato ordinato presbitero il 28 giugno 1963, dal vescovo Giovanni Colombo, per l'arcidiocesi di Milano.
Ha esercitato il suo ministero sacerdotale come vicario parrocchiale a Introbio dal 1963 al 1966, a Cambiago dal 1966 al 1973, a Sesto San Giovanni nella parrocchia San Giuseppe dal 1973 al 1983; inoltre è stato parroco a Balbiano e Colturano dal 1983 al 1984. È stato sacerdote residente con incarichi pastorali presso la parrocchia di Sant'Ambrogio al Monte nella frazione di Monte di Rovagnate, in provincia di Lecco, dove dal 1996 al 2013 ha gestito la chiesa e la comunità di fedeli.
Nel luglio 2013 è stato rimosso da Monte, secondo lui in seguito all'indisponibilità a chiudere il suo sito internet e rimuovere gli insulti e le ingiurie nei confronti di Silvio Berlusconi. Da settembre 2013 risiede a La Valletta Brianza.

## Controversie
Le idee espresse all'interno delle sue prediche e nel suo sito, nonché il linguaggio usato, hanno suscitato le reazioni della Chiesa cattolica, che insieme alla Lega e a Silvio Berlusconi sono i principali bersagli delle critiche e degli insulti del sacerdote. Don Giorgio ha subito attacchi da parte del quotidiano "Il Giornale", in particolare riguardo alla questione creatasi col dottor Zangrillo, medico personale di Silvio Berlusconi.
È stato querelato dalla giornalista Grazia Graziadei, poiché aveva condiviso sul suo sito un testo di Vittorio Arrigoni, il quale criticava un servizio televisivo da lei realizzato.
Ha partecipato alla trasmissione Exit in onda su LA7 il 6 aprile 2011, affermando che sperava che a Silvio Berlusconi venisse un ictus, sollevando numerose polemiche.
È stato anche criticato per le sue posizioni sui soldati italiani morti durante la "missione di pace" in Afghanistan, definiti come dei mercenari e dunque indegni di essere chiamati difensori della patria.
Si è dichiarato favorevole all'uccisione fisica di Donald Trump, Elon Musk, Benjamin Netanyahu e Vladimir Putin.

## Opere
- Prego con i salmi, presentazione di Carlo Maria Martini, Roma, Paoline, 1982
- Un Dio che sorride: la parabola del buon Samaritano, Milano, Paoline, 1987
- Con Cristo sulla via della croce, Roma, Paoline, 1987
- È bello dar lode al Signore, Rivoli (Ed. Velar), 1996
- Io t'invoco, Dio di verità: preghiere quotidiane per tutti, giovani e adulti, dal risveglio al riposo notturno, Gorle, Velar, 1997
- Nel nome del Padre: preghiere, santi segni, simboli e formule della dottrina della Chiesa, disegni di Franca Vitali Cappello, Rivoli-Gorle, Elledici-Velar, 2003
- Voglio dirti grazie: con il suono melodioso di un usignolo : il salmo preghiera che non ha eta, disegni di Franca Vitali Capello, Rivoli-Gorle, Elledici-Velar, 2005